# Fugger-Wellenburg

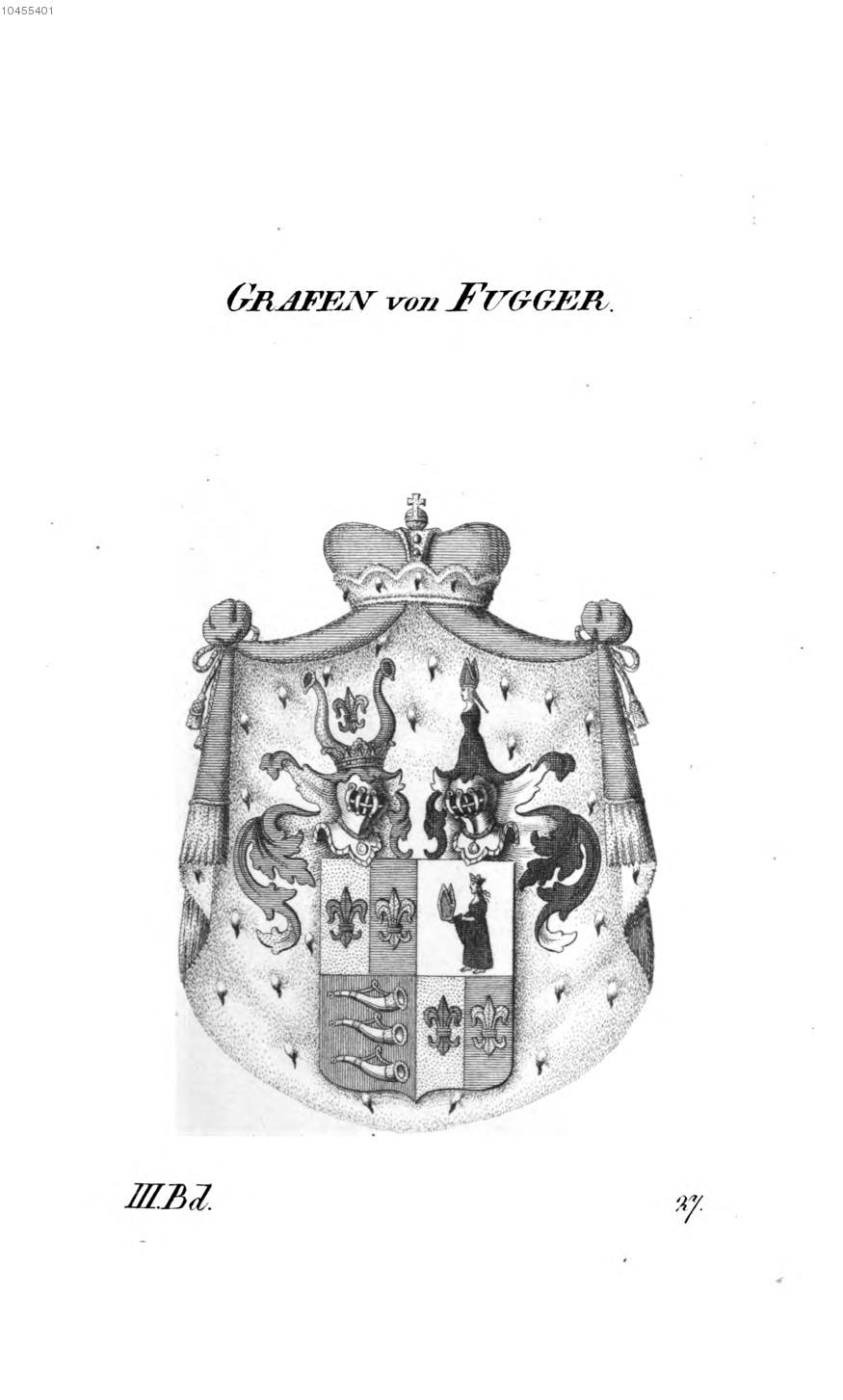
Familienwappen

Fugger-Wellenburg war eine Seitenlinie der Familie Fugger, die 1764 im Mannesstamm erlosch. 

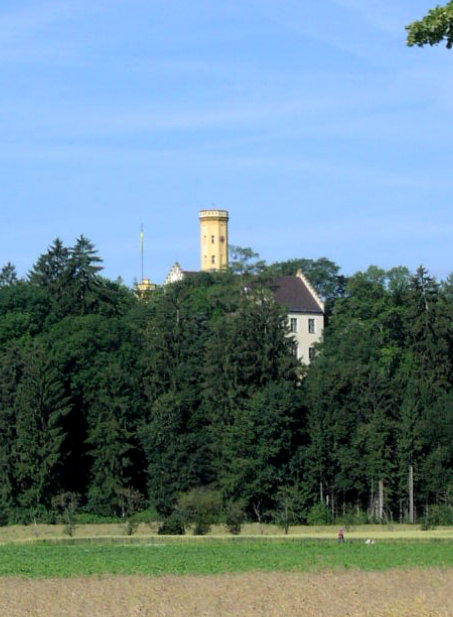
Schloss Wellenburg

## Geschichte
1595 kaufte Jakob Fugger III. das Schloss Wellenburg und die dazugehörenden Liegenschaften für 70.000 Gulden. Nach einer Erbteilung unter seinen Söhnen, erhielt der Gründer des sogenannten Wellenburger Zweiges Hieronymus Fugger u. a. die Herrschaften Wellenburg, Bergheim und Güter in Bobingen. 1628 erwirbt er außerdem die Herrschaft Burgwalden, die schon zuvor von der Augsburger Patrizierfamilie Höchstetter an die Fugger verpfändet war.
Ende des 17. Jahrhunderts umfasste der Besitz auch die Herrschaft Welden. Mit dem Aussterben der sogenannten Marxlinie, gegründet von Markus Fugger, kamen 1676 noch die Herrschaft Biberbach (je zur Hälfte mit der Linie Fugger-Glött geteilt), die Herrschaft Gablingen und seit 1689 die Herrschaft Reinhartshausen hinzu. Bis 1687 gehörte der Linie Fugger-Wellenburg auch die österreichische Pfandherrschaft Ronsberg.
1764 starb der letzte Namensträger Joseph Maria Fugger von Wellenburg kinderlos. In Folge fiel der gesamte Besitz an die Linie Fugger-Babenhausen. Ausgenommen waren die Herrschaft Welden, die nach jahrelangem Streit zwischen den Allodialberben und dem Haus Habsburg von der Markgrafschaft Burgau als erloschenes Mannlehen eingezogen wurde. Der Außenposten Wasserburg am Bodensee, der 1592 Jakob Fugger III. von den Grafen von Montfort erworben hatte, war bereits ein Jahr zuvor zur Schuldentilgung an das Haus Habsburg verkauft worden.

## Stammbaum
- Hieronymus Graf Fugger zu Wellenburg und Rettenbach (1584–1633); ⚭ 1615 Maria Gräfin Fugger
  - Ignatius Graf Fugger (1618–1619)
  - Leopold Graf Fugger zu Wellenburg, Wasserburg, Tratzberg, Welden und Rettenbach (1620–1662); ⚭ 1651 Maria Johanna Gräfin Fugger 
    - Maria Anna Gräfin Fugger (1655–1701); ⚭ 1676 Maximilian Wilhelm Graf von Maxlrain
    - Anton Joseph Graf Fugger zu Wasserburg und Biberbach (1656–1701); ⚭ 1681 Maria Franziska Freiin von Neuhaus 
      - Maximilian Graf Fugger zu Wellenburg, Wasserburg, Biberbach und Welden (1682–1717); ⚭ 1705 Maria Theresia Freiin von Waldburg
        - Joseph Maria Graf Fugger zu Wellenburg, Wasserburg, Biberbach und Welden (1714–1764); ⚭ 1735 Antonia Gräfin Fugger
        - Anton Eusebius Graf Fugger (* um 1716)
        - Theresia Magdalena Gräfin Fugger (* 1718)

      - Violanta Gräfin Fugger (1683–1704); ⚭ 1702 Joseph Karl Guidobald Welsperg von Primör und Raitenau
      - Joseph Clemens Graf Fugger (* 1685)

    - Franz Joachim Graf Fugger zu Wellenburg, Welden und Rettenbach (1658–1685); 1.⚭ 1679 Maria Franziska Eusebia Gräfin Fugger; 2.⚭ 1680 Maria Elisabeth Gräfin Lodron